# Japanse dwergooruil
De Japanse dwergooruil (Otus semitorques) is een vogelsoort uit de familie van de strigidae (uilen).

## Verspreiding en leefgebied
Deze soort komt voor in noordoostelijk China, Korea, Kraj Primorje (Russische Verre Oosten), Japan en Riukiu-eilanden en telt drie ondersoorten:
- O. s. ussuriensis: noordoostelijk China, zuidoostelijk Siberië en Korea.
- O. s. semitorques: de Koerilen en Hokkaido zuidelijk tot Yakushima.
- O. s. pryeri: de Izu eilanden en Riukiu-eilanden.

## Status
De grootte van de populatie is niet gekwantificeerd maar de soort wordt omschreven als algemeen en wijdverspreid. Op de Rode lijst van de IUCN heeft deze soort de status niet bedreigd.